# Jacco Eltingh
Jacco Folkert Eltingh (Heerde, Països Baixos, 29 d'agost de 1970) és un ex-tennista professional neerlandès que fou número 1 del rànquing de dobles. Conjuntament amb el seu compatriota Paul Haarhuis van guanyar els quatre torneigs de Grand Slams i completar-lo l'any 1998. En el seu palmarès hi figuren 4 títols individuals i 44 de dobles, entre ells 6 de categoria Grand Slam.
És el padrí de la princesa Zita Clara de Borbó-Parma, neta de la princesa Irene dels Països Baixos.

## Torneigs de Grand Slam

### Dobles masculins: 8 (6−2)
| Resultat  | Núm. | Any  | Torneig              | Parella        | Oponents                       | Marcador                    |
| --------- | ---- | ---- | -------------------- | -------------- | ------------------------------ | --------------------------- |
| Guanyador | 1.   | 1994 | Open d'Austràlia     | Paul Haarhuis  | Byron Black Jonathan Stark     | 6−7(3), 6−3, 6−4, 6−3       |
| Guanyador | 2.   | 1994 | US Open              | Paul Haarhuis  | Todd Woodbridge Mark Woodforde | 6−3, 7−6(1)                 |
| Guanyador | 3.   | 1995 | Roland Garros        | Paul Haarhuis  | Nicklas Kulti Magnus Larsson   | 6−7(3), 6−4, 6−1            |
| Finalista | 1.   | 1996 | US Open              | Paul Haarhuis  | Todd Woodbridge Mark Woodforde | 6−4, 6−7(5), 6−7(5)         |
| Finalista | 2.   | 1997 | Wimbledon            | Paul Haarhuis  | Todd Woodbridge Mark Woodforde | 6−7(4), 6−7(7), 7−5, 3−6    |
| Guanyador | 4.   | 1998 | Open d'Austràlia (2) | Jonas Björkman | Todd Woodbridge Mark Woodforde | 6−2, 5−7, 2−6, 6−4, 6−3     |
| Guanyador | 5.   | 1998 | Roland Garros (2)    | Paul Haarhuis  | Mark Knowles Daniel Nestor     | 6−3, 3−6, 6−3               |
| Guanyador | 6.   | 1998 | Wimbledon            | Paul Haarhuis  | Todd Woodbridge Mark Woodforde | 2−6, 6−4, 7−6(3), 5−7, 10−8 |

### Dobles mixts: 1 (0−1)
| Resultat  | Núm. | Any  | Torneig   | Parella        | Oponents                 | Marcador    |
| --------- | ---- | ---- | --------- | -------------- | ------------------------ | ----------- |
| Finalista | 1.   | 1992 | Wimbledon | Miriam Oremans | Cyril Suk Larisa Neiland | 7−6(2), 6−2 |

## Jocs Olímpics

### Dobles
| Resultat | Any  | Campionat                            | Superfície | Parella       | Oponents                           | Marcador |
| -------- | ---- | ------------------------------------ | ---------- | ------------- | ---------------------------------- | -------- |
| 4t lloc  | 1996 | Jocs Olímpics, Atlanta, Estats Units | Dura       | Paul Haarhuis | Marc-Kevin Goellner David Prinosil | 2−6, 5−7 |

## Palmarès

### Individual: 4 (0−4)
| Llegenda (pre/post 2009)                                 |
| -------------------------------------------------------- |
| Grand Slams (0−0)                                        |
| Tennis Masters Cup / ATP Finals (0−0)                    |
| ATP Masters Series / ATP World Tour Masters 1000 (0−0)   |
| ATP International Series Gold / ATP World Tour 500 (0−0) |
| ATP International Series / ATP World Tour 250 (0−4)      |

| Títols per superfície |
| --------------------- |
| Dura (0−1)            |
| Gespa (0−1)           |
| Terra batuda (0−1)    |
| Moqueta (0−1)         |

| Resultat  | Núm. | Data                   | Torneig                   | Superfície   | Oponent en la final | Marcador         |
| --------- | ---- | ---------------------- | ------------------------- | ------------ | ------------------- | ---------------- |
| Finalista | 1.   | 15 de juny de 1992     | Manchester, Regne Unit    | Gespa        | MaliVai Washington  | 3−6, 4−6         |
| Finalista | 2.   | 26 d'abril de 1993     | Atlanta, Estats Units     | Terra batuda | Bryan Shelton       | 6−7(1), 2−6      |
| Finalista | 3.   | 22 d'agost de 1994     | Schenectady, Estats Units | Dura         | Chuck Adams         | 3−6, 4−6         |
| Finalista | 4.   | 26 de setembre de 1994 | Kuala Lumpur, Malàisia    | Moqueta      | Andreï Olhovskiy    | 6−7(1), 6−2, 4−6 |

### Dobles masculins: 60 (44−16)
| Llegenda (pre/post 2009)                                 |
| -------------------------------------------------------- |
| Grand Slams (6−2)                                        |
| Tennis Masters Cup / ATP Finals (2−1)                    |
| ATP Masters Series / ATP World Tour Masters 1000 (8−3)   |
| ATP International Series Gold / ATP World Tour 500 (6−3) |
| ATP International Series / ATP World Tour 250 (22−7)     |

| Títols per superfície |
| --------------------- |
| Dura (18−8)           |
| Gespa (3−1)           |
| Terra batuda (10−2)   |
| Moqueta (13−5)        |

| Resultat  | Núm. | Data                   | Torneig                                        | Superfície   | Parella         | Oponents en la final                 | Marcador                    |
| --------- | ---- | ---------------------- | ---------------------------------------------- | ------------ | --------------- | ------------------------------------ | --------------------------- |
| Guanyador | 1.   | 30 de setembre de 1991 | Palerm, Itàlia                                 | Terra batuda | Tom Kempers     | Emilio Sánchez Javier Sánchez        | 3−6, 6−3, 6−3               |
| Guanyador | 2.   | 7 d'octubre de 1991    | Atenes, Grècia                                 | Terra batuda | Mark Koevermans | Menno Oosting Olli Rahnasto          | 5−7, 7−6, 7−5               |
| Guanyador | 3.   | 28 d'octubre de 1991   | Guarujá, Brasil                                | Dura         | Paul Haarhuis   | Bret Garnett Todd Nelson             | 6−3, 7−5                    |
| Guanyador | 4.   | 11 de novembre de 1991 | Birmingham, Regne Unit                         | Moqueta      | Paul Wekesa     | Ronnie Båthman Rikard Bergh          | 7−5, 7−5                    |
| Guanyador | 5.   | 31 d'agost de 1992     | Schenectady, Estats Units                      | Dura         | Paul Haarhuis   | Sergio Casal Emilio Sánchez          | 6−3, 6−4                    |
| Guanyador | 6.   | 11 de gener de 1993    | Kuala Lumpur, Malàisia                         | Dura         | Paul Haarhuis   | Henrik Holm Bent-Ove Pedersen        | 7−5, 6−3                    |
| Finalista | 1.   | 18 de gener de 1993    | Jakarta, Indonèsia                             | Dura         | Paul Haarhuis   | Diego Nargiso Guillaume Raoux        | 6−7, 7−6, 3−6               |
| Guanyador | 7.   | 8 de febrer de 1993    | San Francisco, Estats Units                    | Dura (i)     | Scott Davis     | Patrick McEnroe Jonathan Stark       | 6−1, 4−6, 7−5               |
| Finalista | 2.   | 15 de febrer de 1993   | Memphis, Estats Units                          | Dura         | Paul Haarhuis   | Todd Woodbridge Mark Woodforde       | 5−7, 2−6                    |
| Guanyador | 8.   | 17 de maig de 1993     | Roma, Itàlia                                   | Terra batuda | Paul Haarhuis   | Wayne Ferreira Mark Kratzmann        | 6−4, 7−6                    |
| Guanyador | 9.   | 2 d'agost de 1993      | Hilversum, Països Baixos                       | Terra batuda | Paul Haarhuis   | Hendrik Jan Davids Libor Pimek       | 4−6, 6−2, 7−5               |
| Guanyador | 10.  | 4 d'octubre de 1993    | Kuala Lumpur (2)                               | Dura (i)     | Paul Haarhuis   | Jonas Björkman Lars-Anders Wahlgren  | 7−5, 4−6, 7−6               |
| Finalista | 3.   | 25 d'octubre de 1993   | Pequín, Xina                                   | Moqueta      | Paul Haarhuis   | Paul Annacone Doug Flach             | 6−7, 3−6                    |
| Guanyador | 11.  | 15 de novembre de 1993 | Moscou, Rússia                                 | Moqueta      | Paul Haarhuis   | Jonas Björkman Jan Apell             | 6−1, retirada               |
| Guanyador | 12.  | 28 de novembre de 1993 | Doubles Championship, Johannesburg, Sud-àfrica | Dura (i)     | Paul Haarhuis   | Todd Woodbridge Mark Woodforde       | 7−6(4), 7−6(5), 6−4         |
| Guanyador | 13.  | 31 de gener de 1994    | Open d'Austràlia, Austràlia                    | Dura         | Paul Haarhuis   | Byron Black Jonathan Stark           | 6−7, 6−3, 6−4, 6−3          |
| Guanyador | 14.  | 21 de febrer de 1994   | Filadèlfia, Estats Units                       | Moqueta      | Paul Haarhuis   | Jim Grabb Jared Palmer               | 6−3, 6−4                    |
| Finalista | 4.   | 28 de febrer de 1994   | Rotterdam, Països Baixos                       | Moqueta      | Paul Haarhuis   | Jeremy Bates Jonas Björkman          | 4−6, 1−6                    |
| Guanyador | 15.  | 21 de març de 1994     | Miami, Estats Units                            | Dura         | Paul Haarhuis   | Mark Knowles Jared Palmer            | 7−6, 7−6                    |
| Finalista | 5.   | 25 de juliol de 1994   | Stuttgart, Alemanya                            | Terra batuda | Paul Haarhuis   | Scott Melville Piet Norval           | 6−7, 5−7                    |
| Finalista | 6.   | 22 d'agost de 1994     | New Haven, Estats Units                        | Dura         | Paul Haarhuis   | Grant Connell Patrick Galbraith      | 4−6, 6−7                    |
| Finalista | 7.   | 29 d'agost de 1994     | Schenectady                                    | Dura         | Paul Haarhuis   | Jan Apell Jonas Björkman             | 4−6, 6−7                    |
| Guanyador | 16.  | 12 de setembre de 1994 | US Open, Estats Units                          | Dura         | Paul Haarhuis   | Todd Woodbridge Mark Woodforde       | 6−3, 7−6                    |
| Guanyador | 17.  | 3 d'octubre de 1994    | Kuala Lumpur (3)                               | Moqueta      | Paul Haarhuis   | Nicklas Kulti Lars-Anders Wahlgren   | 6−0, 7−5                    |
| Guanyador | 18.  | 10 d'octubre de 1994   | Sydney, Austràlia                              | Dura (i)     | Paul Haarhuis   | Byron Black Jonathan Stark           | 6−4, 7−6                    |
| Guanyador | 19.  | 7 de novembre de 1994  | París, França                                  | Moqueta      | Paul Haarhuis   | Byron Black Jonathan Stark           | 3−6, 7−6, 7−5               |
| Guanyador | 20.  | 14 de novembre de 1994 | Moscou, Rússia                                 | Moqueta      | Paul Haarhuis   | David Adams Andrei Olhovskiy         | Renúncia                    |
| Finalista | 8.   | 27 de febrer de 1995   | Filadèlfia                                     | Moqueta      | Paul Haarhuis   | Jim Grabb Jonathan Stark             | 6−7, 7−6, 3−6               |
| Guanyador | 21.  | 1 de maig de 1995      | Montecarlo, Mònaco                             | Terra batuda | Paul Haarhuis   | Luis Lobo Javier Sánchez             | 6−3, 6−4                    |
| Guanyador | 22.  | 12 de juny de 1995     | Roland Garros, França                          | Terra batuda | Paul Haarhuis   | Nicklas Kulti Magnus Larsson         | 6−7, 6−4, 6−1               |
| Guanyador | 23.  | 26 de juny de 1995     | Halle, Alemanya                                | Gespa        | Paul Haarhuis   | Ievgueni Kàfelnikov Andrei Olhovskiy | 6−2, 3−6, 6−3               |
| Guanyador | 24.  | 16 d'octubre de 1995   | Tòquio, Japó                                   | Moqueta      | Paul Haarhuis   | Jakob Hlasek Patrick McEnroe         | 7−6, 6−4                    |
| Guanyador | 25.  | 30 d'octubre de 1995   | Essen, Alemanya                                | Moqueta      | Paul Haarhuis   | Cyril Suk Daniel Vacek               | 7−5, 6−4                    |
| Guanyador | 26.  | 13 de novembre de 1995 | Estocolm, Suècia                               | Dura (i)     | Paul Haarhuis   | Grant Connell Patrick Galbraith      | 3−6, 6−2, 7−6               |
| Finalista | 9.   | 25 de novembre de 1995 | Doubles Championship, Eindhoven, Països Baixos | Moqueta      | Paul Haarhuis   | Grant Connell Patrick Galbraith      | 6−7(6), 6−7(6), 6−3, 6−7(2) |
| Finalista | 10.  | 8 de gener de 1996     | Doha, Qatar                                    | Dura         | Paul Haarhuis   | Mark Knowles Daniel Nestor           | 6−7, 3−6                    |
| Finalista | 11.  | 9 de setembre de 1996  | US Open                                        | Dura         | Paul Haarhuis   | Todd Woodbridge Mark Woodforde       | 6−4, 6−7, 6−7               |
| Guanyador | 27.  | 21 d'octubre de 1996   | Tolosa, França                                 | Dura (i)     | Paul Haarhuis   | Olivier Delaître Guillaume Raoux     | 6−3, 7−5                    |
| Finalista | 12.  | 28 d'octubre de 1996   | Stuttgart, Alemanya                            | Dura         | Paul Haarhuis   | Sébastien Lareau Alex O'Brien        | 6−3, 4−6, 3−6               |
| Guanyador | 28.  | 4 de novembre de 1996  | París (2)                                      | Moqueta      | Paul Haarhuis   | Ievgueni Kàfelnikov Daniel Vacek     | 6−4, 4−6, 7−6               |
| Guanyador | 29.  | 6 de gener de 1997     | Doha                                           | Dura         | Paul Haarhuis   | Patrik Fredriksson Magnus Norman     | 6−3, 6−2                    |
| Guanyador | 30.  | 10 de març de 1997     | Rotterdam                                      | Moqueta      | Paul Haarhuis   | Libor Pimek Byron Talbot             | 7−6, 6−4                    |
| Finalista | 13.  | 28 d'abril de 1997     | Montecarlo                                     | Terra batuda | Paul Haarhuis   | Donald Johnson Francisco Montana     | 6−7, 6−2, 6−7               |
| Guanyador | 31.  | 23 de juny de 1997     | Rosmalen, Països Baixos                        | Gespa        | Paul Haarhuis   | Trevor Kronemann David Macpherson    | 6−4, 7−5                    |
| Finalista | 14.  | 7 de juliol de 1997    | Wimbledon, Regne Unit                          | Gespa        | Paul Haarhuis   | Todd Woodbridge Mark Woodforde       | 6−7, 6−7, 7−5, 3−6          |
| Guanyador | 32.  | 25 d'agost de 1997     | Boston, Estats Units                           | Dura (i)     | Paul Haarhuis   | Dave Randall Jack Waite              | 6−4, 6−2                    |
| Guanyador | 33.  | 6 d'octubre de 1997    | Tolosa (2)                                     | Dura (i)     | Paul Haarhuis   | Jean-Philippe Fleurian Max Mirnyi    | 6−3, 7−6                    |
| Guanyador | 34.  | 3 de novembre de 1997  | París (3)                                      | Moqueta      | Paul Haarhuis   | Rick Leach Jonathan Stark            | 6−2, 7−6                    |
| Finalista | 15.  | 19 de gener de 1998    | Sydney                                         | Dura         | Daniel Nestor   | Todd Woodbridge Mark Woodforde       | 3−6, 5−7                    |
| Guanyador | 35.  | 2 de febrer de 1998    | Open d'Austràlia (2)                           | Dura         | Jonas Björkman  | Todd Woodbridge Mark Woodforde       | 6−2, 5−7, 2−6, 6−4, 6−3     |
| Guanyador | 36.  | 2 de març de 1998      | Filadèlfia (2)                                 | Dura (i)     | Paul Haarhuis   | Richey Reneberg David Macpherson     | 7−6, 6−7, 6−2               |
| Guanyador | 37.  | 9 de març de 1998      | Rotterdam (2)                                  | Moqueta      | Paul Haarhuis   | Neil Broad Piet Norval               | 7−6, 6−3                    |
| Guanyador | 38.  | 20 d'abril de 1998     | Barcelona, Espanya                             | Terra batuda | Paul Haarhuis   | Ellis Ferreira Rick Leach            | 7−5, 6−0                    |
| Guanyador | 39.  | 27 d'abril de 1998     | Montecarlo (2)                                 | Terra batuda | Paul Haarhuis   | Todd Woodbridge Mark Woodforde       | 6−4, 6−2                    |
| Guanyador | 40.  | 8 de juny de 1998      | Roland Garros (2)                              | Terra batuda | Paul Haarhuis   | Mark Knowles Daniel Nestor           | 6−3, 3−6, 6−3               |
| Guanyador | 41.  | 6 de juliol de 1998    | Wimbledon                                      | Gespa        | Paul Haarhuis   | Todd Woodbridge Mark Woodforde       | 2−6, 6−4, 7−6, 5−7, 10−8    |
| Guanyador | 42.  | 9 d'agost de 1998      | Amsterdam, Països Baixos                       | Terra batuda | Paul Haarhuis   | Dominik Hrbatý Karol Kučera          | 6−3, 6−2                    |
| Guanyador | 43.  | 31 d'agost de 1998     | Boston (2)                                     | Dura         | Paul Haarhuis   | Chris Haggard Jack Waite             | 6−3, 6−2                    |
| Finalista | 16.  | 9 de novembre de 1998  | París                                          | Moqueta      | Paul Haarhuis   | Mahesh Bhupathi Leander Paes         | 4−6, 2−6                    |
| Guanyador | 44.  | 22 de novembre de 1998 | Doubles Championship, Hartford, Estats Units   | Moqueta (i)  | Paul Haarhuis   | Mark Knowles Daniel Nestor           | 6−4, 6−2, 7−5               |

#### Períodes com a número 1
| Núm. | Precedit per    | Dates                    | Succeït per     | Setmanes | Acumulat |
| ---- | --------------- | ------------------------ | --------------- | -------- | -------- |
| 1.   | Paul Haarhuis   | 16/01/1995 − 12/02/1995A | Paul Haarhuis   | 4        | 4        |
| 2.   | Mark Woodforde  | 12/06/1995 − 10/09/1995A | Todd Woodbridge | 13       | 17       |
| 3.   | Todd Woodbridge | 30/10/1995 − 05/11/1995A | Todd Woodbridge | 1        | 54       |
| 4.   | Todd Woodbridge | 30/03/1998 − 31/01/1999  | Paul Haarhuis   | 44       | 62       |

## Trajectòria

### Dobles masculins
| Open d'Austràlia | A   | 1R | 2R | 3R          | G           | SF          | 3R | SF | G  | 2 / 8 | 25 − 6 |
| Roland Garros | A   | 3R | 2R | 3R          | QF          | G           | A  | SF | G  | 2 / 7 | 24 − 5 |
| Wimbledon | Q   | A  | 3R | 1R          | QF          | QF          | 1R | F  | G  | 1 / 7 | 19 − 6 |
| US Open | A   | 3R | QF | 2R          | G           | 3R          | F  | 2R | A  | 1 / 7 | 19 − 6 |
| Doubles Championships | A   | A  | A  | G           | SF          | F           | RR | SF | G  | 2 / 6 | 20 − 6 |
| Jocs Olímpics | NC  | NC | A  | No celebrat | No celebrat | No celebrat | 4t | NC | NC | 0 / 1 | 3 − 2  |
| Rànquing a final d'any | 190 | 56 | 45 | 11          | 2           | 3           | 18 | 4  | 1  |       |        |
| Llegenda: G: Guanyador; F: Finalista; SF: Semifinalista; QF: Quarts de final; Q: Qualificació; A: Absent; RR: Round Robin; |     |    |    |             |             |             |    |    |    |       |        |